# Linia kolejowa Ústí nad Labem – Bílina
Linia kolejowa Ústí nad Labem – Bílina (Linia kolejowa nr 131 (Czechy)) – dwutorowa, regionalna i zelektryfikowana linia kolejowa w Czechach. Łączy Uście nad Łabą i Bílina. Przebiega w całości przez terytorium kraju usteckiego.